# Russische Phonologie
Die russische Sprache hat fünf Vokalphoneme und je nach Zählweise 32 bis knapp über 40 Konsonantenphoneme. Zwei Phänomene sind sehr charakteristisch für die russische Aussprache: Betonung und Palatalisierung.
Als Lautschrift wird in diesem Artikel das Internationale Phonetische Alphabet (IPA) verwendet, als Transliteration der kyrillischen Schrift die Norm ISO 9. Phonetische Transkriptionen stehen in eckigen Klammern […], phonologische Transkriptionen zwischen Schrägstrichen /…/, Transliterationen der kyrillischen Schreibweise zwischen einfachen Guillemets ‹…›. In der sowjetischen und russischen Fachliteratur ist eine eigene Lautschrift auf Grundlage des kyrillischen Alphabets üblich.

## Standard
Eine ältere Standardaussprache war vor allem an die in Moskau übliche Aussprache angelehnt; die heutige Standardaussprache ist im Vergleich dazu stärker am Schriftbild orientiert.

## Betonung
Das Russische hat einen dynamischen Akzent. Betonte Vokale werden halblang gesprochen. Der Wortrhythmus unterscheidet sich deutlich vom Deutschen: Für das Deutsche ist ein Wellenrhythmus mit einer Hauptbetonung und bei längeren Wörtern einer oder mehreren Nebenbetonungen charakteristisch; im Russischen steigt die Schallfülle der Vokale bis zur betonten Silbe kontinuierlich an, nachtonige Silben sind stark geschwächt.
Im Gegensatz zum Deutschen liegt im Russischen die Betonung häufig auf grammatischen Endungen und nicht auf der Stammsilbe, es gibt im Zusammenhang mit der Flexion häufig Betonungswechsel, und Komposita werden auf der letzten Komponente betont. Beispiele:
| Russisch                                                                   | Deutsch                        | Anmerkung                                                                                           |
| -------------------------------------------------------------------------- | ------------------------------ | --------------------------------------------------------------------------------------------------- |
| стол –столяр /stol – stoˈlʲar/ [stɔˑɫ – stɐˈlʲaˑr]                         | Tisch – ˈTischler              | Im Russischen ist bei der Ableitung die Endung betont, im Deutschen der Stamm.                      |
| стол – стола /stol – stoˈla/ [stɔˑɫ – stɐˈlaˑ]                             | der Tisch – des ˈTisches       | Im Russischen springt die Betonung im Genitiv auf die Endung, im Deutschen bleibt der Stamm betont. |
| язык – языкознание /jaˈzik – jazikoˈznanʲije/ [jɪˈzɨˑk – jɪzɨkɐˈznaˑnʲijə] | ˈSprache – ˈSprachwissenschaft | Im Russischen ist der zweite Teil des Kompositums betont, im Deutschen der erste.                   |

Siehe auch: Wortbetonung in der russischen Sprache

## Vokale

Die russischen Vokalphoneme (schwarz) und ihre Allophone (rot). [ɨ] wird hier als Phonem /ɨ/ gewertet und /e/ wird als /ɛ/ geschrieben.

Das Russische hat fünf Vokalphoneme: /a, e, o, i, u/. In unbetonten Silben werden die Vokale „reduziert“ (s. u.) und nach manchen Autoren gibt es in unbetonten Silben nur drei Vokalphoneme: /a, i, u/.
Die phonetische Realisierung der Vokalphoneme hängt vor allem davon ab, ob sie betont oder unbetont sind sowie ob der folgende Konsonant palatalisiert oder nicht palatalisiert ist.
Die hervorstechende Ausnahme ist /⁠i⁠/, das zu [⁠ɨ⁠] wird, wenn der vorhergehende Konsonant nicht palatalisiert ist. Das gilt auch über Wortgrenzen hinweg:
- брат и сестра /brat i sʲesˈtra/ [braˑt ɨ sʲɪsˈtraˑ] „Bruder und Schwester“
- он играет /on iˈɡrajet/ [ɔˑn ɨˈɡraˑjɪt] „er spielt“

(Es handelt sich also um nur ein Phonem, obwohl dies der Intuition vieler Sprecher widerspricht.)

### Vokale in betonten Silben
Die Allophone der betonten Vokale werden von der phonetischen Palatalisierung der Konsonanten in der Umgebung bestimmt.
/a, o, u/ werden neben palatalisierten Konsonanten mit stärker vorderen (palatalen) Übergängen oder im Extremfall durchgängig weiter vorne gesprochen:
- пять /pʲatʲ/ [pʲæˑtʲ] „fünf“
- тётя /ˈtʲotʲa/ [ˈtʲɵˑtʲə] oder [ˈtʲøˑtʲə] „Tante“
- люлька /ˈlʲulʲka/ [ˈlʲʉˑlʲkə] oder [ˈlʲyˑlʲkə] „Wiege“

/i, e/ werden nach nicht-palatalisierten Konsonanten stärker hinten gesprochen: /⁠i⁠/ wird zu [⁠ɨ⁠] (s. o.), /⁠e⁠/ zu [⁠ɛ⁠].
Alle Vokale haben einen leichten Übergang zu [⁠ə⁠] vor nicht-palatalisierten Konsonanten (z. B. нет /nʲet/ [nʲɛˑət] „nein“). /⁠o⁠/ hat einen leichten Übergang von [⁠ʊ⁠] nach nicht-palatalisierten Konsonanten (z. B. вот /vot/ [vʊɔˑət] „hier; jetzt“) und einen leichten Übergang von [⁠y⁠] nach palatalisierten Konsonanten (z. B. нёс /nʲos/ [nʲyɔˑəs] „(er) trug“).

### Vokale in unbetonten Silben
In unbetonten Silben werden Vokale deutlich „reduziert“, d. h. zentralisiert, und es werden nur vier Vokale unterschieden: [ɪ, ə, ɐ, ʊ]. Diese Erscheinung – besonders in Bezug auf den Wechsel von unbetontem /⁠o⁠/ zu [⁠ɐ⁠] – heißt auf Russisch ‹akan’e› (аканье). In manchen Dialekten werden nicht alle Vokale so stark reduziert; dieses Fehlen der Reduktion wird als ‹okan’e› (оканье) bezeichnet.
/a, o/ nach nicht-palatalisierten Konsonanten werden
- unmittelbar vor betonten Silben zu [⁠ɐ⁠]. Beispiele:
  - сады /saˈdi/ [sɐˈdɨˑ] „Gärten“
  - моря /moˈrʲa/ [mɐˈrʲaˑ] „Meere“
- am Wortanfang ebenfalls zu [⁠ɐ⁠]. Beispiele:
  - абрикос /abrʲiˈkos/ [ɐbrʲɪˈkɔˑs] „Aprikose, Aprikosenbaum“
  - огород /oɡoˈrod/ [ɐɡɐˈrɔˑt] „Gemüsegarten“
- sonst zu [⁠ə⁠]. Beispiele:
  - карандаш /karanˈdaʃ/ [kərɐnˈdaˑʃ] „Bleistift“
  - голова /ɡoloˈva/ [ɡəɫɐˈvaˑ] „Kopf“
  - комната /ˈkomnata/ [ˈkɔˑmnətə] „Zimmer“
  - слово /ˈslovo/ [ˈsɫɔˑvə] „Wort“.

/a, e, o/ nach palatalisierten Konsonanten werden zu [⁠ɪ⁠]. Beispiele:
- синяя /ˈsʲinʲaja/ (f.) und синее /ˈsʲinʲeje/ (n.) unterschiedslos [ˈsʲiˑnʲɪjə] „blau“
- село /sʲoˈlo/ (sic!) [sʲɪˈɫɔˑ] „Dorf“.

/⁠e⁠/ nach nicht-palatalisierten Konsonanten wird unmittelbar vor betonten Silben zu [⁠ɪ⁠], sonst zu [⁠ə⁠]. Beispiele:
- цевница /ʦevˈnʲiʦa/ [ʦɪvˈnʲiˑʦə] „Schalmei“
- шевелить /ʃevʲeˈlʲitʲ/ [ʃəvʲɪˈlʲiˑtʲ] „bewegen“

## Konsonanten
Konsonantenphoneme und -allophone (Allophone bzw. Laute mit unklarem phonemischem Status in eckigen Klammern):
|               |                     | bilabiale | labiodentale | dentale und alveolare | postalveolare | palatale | velare    |
| ------------- | ------------------- | --------- | ------------ | --------------------- | ------------- | -------- | --------- |
| Nasale        | nicht palatalisiert | /⁠m⁠/       |              | /⁠n⁠/                   |               |          |           |
| Nasale        | palatalisiert       | /mʲ/      |              | /nʲ/                  |               |          |           |
| Plosive       | nicht palatalisiert | /⁠p⁠/ /⁠b⁠/   |              | /⁠t⁠/ /⁠d⁠/               |               |          | /⁠k⁠/ /⁠ɡ⁠/   |
| Plosive       | palatalisiert       | /pʲ/ /bʲ/ |              | /tʲ/ /dʲ/             |               |          | [kʲ] [ɡʲ] |
| Affrikaten    | nicht palatalisiert |           |              | /⁠ʦ⁠/ [⁠ʣ⁠]               |               |          |           |
| Affrikaten    | palatalisiert       |           |              |                       | /ʧʲ/ [ʤʲ]     |          |           |
| Frikative     | nicht palatalisiert |           | /⁠f⁠/ /⁠v⁠/      | /⁠s⁠/ /⁠z⁠/               | /⁠ʃ⁠/ /⁠ʒ⁠/       |          | /⁠x⁠/ [⁠ɣ⁠]   |
| Frikative     | palatalisiert       |           | /fʲ/ /vʲ/    | /sʲ/ /zʲ/             | [ʃʲʃʲ] [ʒʲʒʲ] |          | [xʲ]      |
| Vibranten     | nicht palatalisiert |           |              | /⁠r⁠/                   |               |          |           |
| Vibranten     | palatalisiert       |           |              | /rʲ/                  |               |          |           |
| Approximanten | nicht palatalisiert |           |              | /⁠l⁠/                   |               |          |           |
| Approximanten | palatalisiert       |           |              | /lʲ/                  |               | /⁠j⁠/      |           |

Die Konsonanten /kʲ ɡʲ xʲ/ kommen nicht am Silbenende und – außer in Fremd- und Dialektwörtern – nicht vor /a o u/ vor.
Manche Sprecher unterscheiden zwischen щ [ʃʲʃʲ] und с-ч /ʃʲtʃʲ/, wenn с /⁠s⁠/ Präposition ist (z. B. in с честью /s ˈtʃʲestʲju/ „mit Ehre“), andere sprechen beide Kombinationen als /ʃʲtʃʲ/ aus.
Manche Sprecher (vor allem ältere) unterscheiden zwischen /ʒʲʒʲ/ und /ʒʒ/ und sprechen z. B. позже „später“ wie /ˈpoʒʲʒʲe/ (statt /ˈpoʒʒe/) aus.
In der Umgangssprache werden Konsonantenfolgen beim schnelleren Sprechen oft vereinfacht.

### Palatalisierung
Bei dentalen und labialen Konsonanten gibt es vor allen Vokalen außer /⁠e⁠/ einen phonologischen Kontrast zwischen einer palatalisierten und einer nicht-palatalisierten Variante. Die velaren Konsonanten sind vor /⁠i⁠/ und /⁠e⁠/ palatalisiert, sonst nicht. /ʦ, ʃ, ʒ/ sind nie palatalisiert, /ʧʲ, ʃʲʃʲ, ʒʲʒʲ, j/ sind immer palatalisiert bzw. palatal.
Ein Konsonant wird in der Regel palatalisiert, wenn ihm ein palatalisierter Konsonant folgt.

### Stimmhaftigkeit
Stimmhaftigkeit und Stimmlosigkeit sind phonologisch distinktiv. Stimmlose Plosive und Affrikaten sind im Gegensatz zum Deutschen nicht aspiriert.

#### Auslautentstimmlichung / Auslautentsonorisierung
Am Wortende werden stimmhafte Konsonantenphoneme stimmlos gesprochen. Beispiele:
- хлеб /xlʲeb/ [xlʲɛˑp] „Brot“
- рукав /rukav/ [rʊˈkaˑf] „Ärmel“
- друг /druɡ/ [druˑk] „Freund“
- пруд /prud/ [pruˑt] „Teich“
- нож /noʒ/ [nɔˑʃ] „Messer“
- дробь /drobʲ/ [drɔˑpʲ] „Schrot; Bruchzahl“
- медведь /mʲedˈvʲedʲ/ [mʲɪdˈvʲeˑtʲ] „Bär“

#### Regressive Assimilation
Die Stimmhaftigkeit eines Konsonanten assimiliert sich an die Stimmhaftigkeit des folgenden Konsonanten. Bei Nasalen, Liquiden und /⁠j⁠/ trifft dies jedoch nur teilweise zu: Sie lösen in der Regel keine Assimilation der Stimmhaftigkeit aus. Beispiele:
- абсолютно /absolʲutno/ [ɐpsɐˈlʲuˑtnə] „absolut“
- автор /ˈavtor/ [ˈaˑftər] „Autor“
- вкус /vkus/ [fkuˑs] „Geschmack“
- впредь /vprʲedʲ/ [fprʲeˑtʲ] „künftig“
- все /vsʲe/ [fsʲɛˑ] „alle“
- подтема /podˈtʲema/ [pɐtˈtʲɛˑmə] „Unterthema“
- мужской /muʒˈskoj/ [mʊʃˈskɔˑj] „männlich“
- отдых /ˈotdix/ [ˈɔˑddɨx]„Erholung“
- сбоку /ˈsboku/ [ˈzbɔˑkʊ] „seitlich“
- сдоба /ˈsdoba/ [ˈzdɔˑbə] „Feinbrot“
- сжечь /sʒeʧʲ/ [zʒɛˑʧʲ] „verbrennen“

Diese Assimilation tritt selbst über Wortgrenzen hinweg auf. Beispiele:
- из Томска /jiz tomska/ [jɪs‿ˈtɔˑmskə] „aus Tomsk“
- к дому /k ˈdomu/ [ɡ‿ˈdɔˑmʊ] „zu dem Haus“
- в Томске /v ˈtomskʲe/ [ˈf‿tɔˑmskʲə] „in Tomsk“
- в шкафу /v ʃkaˈfu/ [f‿ʃkɐˈfuˑ] „im Schrank“
- наш же /naʃ ʒe/ [ˈnaˑʒ‿ʒə] „der Unsere aber“
- рос бы /ros bi/ [ˈrɔˑz‿bɨ] „wüchse“
- их дом /jix dom/ [jɪɣ‿ˈdɔˑm] „ihr Haus“
- отец был дома /oˈtʲeʦ bil ˈdoma/ [oˈtʲeˑʣ‿bɨɫ ˈdɔˑmə] „Vater war zu Hause“
- с деньгами /s dʲenʲˈɡamʲi/ [z‿dʲɪnʲˈɡaˑmʲɪ] „mit (dem) Geld“
- с запада /s ˈzapada/ [ˈz‿zaˑpədə] „aus dem Westen“

Vor dem Konsonanten /⁠v⁠/ bleiben stimmlose Plosive und Frikative meist stimmlos, zum Beispiel:
- к воде /k voˈdʲe/ [k‿vɐˈdʲɛˑ] „zum Wasser (hin)“
- ответ /oˈtvʲet/ [ɐˈtvʲɛˑt] „Antwort“
- отшвырнуть /otʃvirˈnutʲ/ [ɐtʃvɨrˈnuˑtʲ] „wegschleudern“
- усвоение /usvoˈjenʲije/ [ʊsvɐˈjeˑnʲɪjə] „Aneignung“

## Intonation
E.A. Bryzgunova entwickelte ein Modell von zunächst fünf und später sieben „Intonationskonturen“ (интонационные конструкции, wörtlich „Intonationskonstruktionen“; auch: „Intoneme“), abgekürzt als IK-1 bis IK-7, für den Unterricht von Russisch als Fremdsprache.
Bei IK-1 ist die Silbe vor dem Intonationszentrum höher, die Stimme fällt auf das Intonationszentrum ab. IK-1 wird für den einfachen Aussagesatz verwendet. Beispiel:
- Это газета. /ˈeto ɡaˈzʲeta/ „Das ist eine Zeitung.“

Bei IK-2 liegt die Betonung auf dem Fragepronomen und die Stimme sinkt am Satzende. Das Intonationszentrum ist die höchste Silbe. IK-2 wird in Aussagesätzen mit Kontrastbetonung, in Fragen mit Interrogativpronomen und in eher groben Aufforderungssätzen verwendet: Beispiele:
- Это газета. /ˈeto ɡaˈzʲeta/. „Das ist eine Zeitung (und nichts anderes).“
- Как вас зовут? /kak vas zoˈvut/ „Wie heißen Sie?“
- Закройте окно! /zakˈrojtʲe okˈno/ „Schließen Sie das Fenster!“

Bei IK-3 liegt das Intonationszentrum höher als die mittlere Tonlage, aber die Stimme setzt auf der betonten Silbe bereits höher ein, steigt wesentlich schneller innerhalb dieser Silbe und sinkt am Satzende, außer das letzte Wort im Satz wird auf der letzten Silbe betont. IK-3 wird auch in höflichen Aufforderungen verwendet. Beispiele:
- Это мама? /ˈeto ˈmama/ „Ist das Mama?“
- Закройте окно! /zakˈrojtʲe okˈno/ „Schließen Sie das Fenster!“

Bei IK-4 ist das Intonationszentrum die tiefste Silbe, danach steigt die Stimmlage. IK-4 wird in elliptischen Fragesätzen im Zusammenhang mit etwas Vorhergehendem verwendet. Beispiel:
- А Наташа? /a naˈtaʃa/ „Und [was ist mit] Natascha?“

IK-5 hat zwei Zentren: einen Anstieg auf dem ersten Wort und einen Fall auf dem letzten Wort. IK-5 wird in Ausrufesätzen verwendet, die angenehme Gefühle ausdrücken (Freude, Aufregung etc.). Beispiel:
- Какой прекрасный день! /kaˈkoj prʲekˈrasnij dʲenʲ/ „Was für ein herrlicher Tag!“

IK-6 ist eine Variante von IK-4, doch der Anstieg der Intonation beginnt bereits auf dem Intonationszentrum, nicht erst danach. IK-6 wird vor allem für positive Emotionen (wie IK-5), jedoch auch für negative Emotionen verwendet, sowie für Verwunderung oder Geheimnistuerei. Beispiele:
- Книг у него сколько! /knʲig u nʲeˈvo ˈskolʲko/ „Wie viele Bücher er hat!“
- А что у меня есть? /a ʃto u mʲeˈnʲa jestʲ/ „Rate mal, was ich hier habe!“

IK-7 ist eine Variante von IK-3 mit demselben starken Anstieg auf dem Intonationszentrum, doch mit einer kurzen Pause vor dem Fall auf der folgenden Silbe. Der positive lexikalische Gehalt eines Satzes wird mit IK-7 ins Ironische oder Sarkastische verkehrt. Beispiele:
- Какой он эксперт! /kaˈkoj on eksˈpert/ „Der ist mir ein Experte!“
- Хороший доклад! /xoˈroʃij dokˈlad/ „Was ist das für ein Vortrag!“

## Vom Schriftbild zur Aussprache
Die russische Rechtschreibung ist im Wesentlichen phonologisch, doch einige Lautfolgen werden nach dem grafischen Prinzip und einige Morpheme nach dem historisch-etymologischen Prinzip geschrieben. Das Inventar von mindestens 37 Phonemen wird durch 33 Buchstaben des kyrillischen Alphabets wiedergegeben.
Ein wichtiges Prinzip ist, dass die Palatalisierung eines Konsonanten meist durch den nachfolgenden Vokalbuchstaben angegeben wird.
Obwohl es im Russischen nur sechs Vokallaute gibt, zählt das russische Alphabet zehn eigenständige Vokalbuchstaben; es gibt einen eigenen Buchstaben für [⁠ɨ⁠], ein Allophon von /⁠i⁠/, der jedoch nicht konsequent verwendet wird.

### Vokalbuchstaben
| Buchstabe | Phoneme | Vorkommen                                                                                          | Beispiele | |
| --------- | ------- | -------------------------------------------------------------------------------------------------- | --- | -------------------------------------------------------------------------------------------------- |
| а         | /⁠a⁠/     | | | |
| е         | /je/    | im Anlaut                                                                                          | ехать /ˈjexatʲ/ „fahren“                                                                                                 | |
| е         | /je/    | nach anderen Vokalbuchstaben                                                                       | клиент /klʲiˈjent/ „Kunde“                                                                                               | |
| е         | /je/    | nach ъ und ь                                                                                       | карьера /karʲˈjera/ „Karriere“ разъезд /razˈjesd/ „Abreise“                                                              | |
| е         | /⁠e⁠/     | nach ж, ш, щ und ч                                                                                 | женщина /ˈʒenʃʲʃʲina/ „Frau“ шесть /ʃestʲ/ „sechs“ щепка /ˈʃʲʃʲepka/ „Kleinholz“ цепь /ʦepʲ/ „Kette“ чек /ʧʲek/ „Scheck“ | |
| е         | /⁠e⁠/     | zwischen zwei Konsonanten in zahlreichen Lehnwörtern                                               | отель /oˈtelʲ/ „Hotel“                                                                                                   | |
| е         | /ʲe/*   | in anderen Fällen                                                                                  | петь /pʲetʲ/ „singen“ | |
| ё**       | /jo/    | im Anlaut                                                                                          | ёлка /ˈjolka/ „Tanne“ | |
| ё**       | /jo/    | nach anderen Vokalbuchstaben                                                                       | паёк /paˈjok/ „Ration“                                                                                                   | |
| ё**       | /jo/    | nach ъ und ь                                                                                       | пьёт /pʲjot/ „trinkt“ объём /obˈjom/ „Umfang“                                                                            | |
| ё**       | /⁠o⁠/     | nach ж, ш, (щ) und ч                                                                               | жёлтый /ˈʒoltij/ „gelb“ шёлк /ʃolk/ „Seide“ щёлкать /ˈʃʲʃʲolkatʲ/ „knacken“ чёлка /ˈʧʲolka/ „Pony“                       | |
| ё**       | /ʲo/*   | in anderen Fällen                                                                                  | тётя /ˈtʲotʲa/ „Tante“ орёл /oˈrʲol/ „Adler“                                                                             | |
| и         | /⁠i⁠/     | im Anlaut                                                                                          | имя /ˈimʲa/ „Name, Vorname“                                                                                              | |
| и         | /⁠i⁠/     | nach anderen Vokalbuchstaben                                                                       | свои /svoˈi/ „seine“ | |
| и         | /⁠i⁠/     | nach ж, ш, щ und ч                                                                                 | жизнь /ʒiznʲ/ „Leben“ шило /ˈʃilo/ „Ahle“ щи /ʃʲʃʲi/ „Stschi“ чисто /ˈʧʲisto/ „sauber“ цифра /ˈʦifra/ „Ziffer“           | |
| и         | /ji/    | nach ь                                                                                             | воробьи /vorobʲˈji/ „Spatzen“                                                                                            | |
| и         | /ʲi/*   | in anderen Fällen                                                                                  | пить /pʲitʲ/ „trinken“                                                                                                   | |
| о         | /⁠o⁠/     | | | |
| у         | /⁠u⁠/     | | | |
| ы         | /ɨ/     | | | |
| э         | /⁠e⁠/     | | | |
| ю         | /ju/    | im Anlaut                                                                                          | юг /juɡ/ „Süden“ | |
| ю         | /ju/    | nach anderen Vokalbuchstaben                                                                       | убаюкивать /ubaˈjukʲivatʲ/ „in den Schlaf wiegen“                                                                        | |
| ю         | /ju/    | nach ъ und ь                                                                                       | подъюбник /podˈjubnʲik/ „Unterrock“ вьюга /ˈvʲjuɡa/ „Schneesturm“                                                        | |
| ю         | /⁠u⁠/     | nach ш in den Wörtern парашют /paraˈʃut/ „Fallschirm“ und брошюра /broˈʃura/ „Informationsschrift“ | nach ш in den Wörtern парашют /paraˈʃut/ „Fallschirm“ und брошюра /broˈʃura/ „Informationsschrift“                       | nach ш in den Wörtern парашют /paraˈʃut/ „Fallschirm“ und брошюра /broˈʃura/ „Informationsschrift“ |
| ю         | /ʲu/*   | in anderen Fällen                                                                                  | верблюд /vʲerˈblʲud/ „Kamel“                                                                                             | |
| я         | /ja/    | im Anlaut                                                                                          | яблоко /ˈjabloko/ „Apfel“                                                                                                | |
| я         | /ja/    | nach anderen Vokalbuchstaben                                                                       | заявка /zaˈjavka/ „Anforderung“                                                                                          | |
| я         | /ja/    | nach ъ und ь                                                                                       | бурьян /burʲˈjan/ „Unkraut“ объять /obˈjatʲ/ „umarmen“                                                                   | |
| я         | /ʲa/*   | in anderen Fällen                                                                                  | земля /zʲemˈlʲa/ „Erde“                                                                                                  | |

* Das heißt, der vorhergehende Konsonant wird palatalisiert.
** Der Buchstabe ё wird meist durch е ersetzt.

### Konsonantenbuchstaben
б /⁠b⁠/, в /⁠v⁠/, г /⁠ɡ⁠/, д /⁠d⁠/, ж /⁠ʒ⁠/, з /⁠z⁠/, й /⁠j⁠/, к /⁠k⁠/, л /⁠l⁠/, м /⁠m⁠/, н /⁠n⁠/, п/⁠p⁠/, р /⁠r⁠/, с /⁠s⁠/, т /⁠t⁠/, ф /⁠f⁠/, х /⁠x⁠/, ц /⁠ʦ⁠/, ч /ʧʲ/, ш /⁠ʃ⁠/, щ /ʃʲʃʲ/

### Hartes und weiches Zeichen
Das „harte Zeichen“ (твёрдый знак, früher: ер bzw. еръ) ъ kommt nur im Wortinneren vor und bedeutet, dass der vorhergehende Konsonant „hart“, d. h. nicht palatalisiert, ausgesprochen wird und dem folgenden Vokal ein /j/ vorangeht:
- въезд /vjezd/ „Einfahrt“
- съесть /sjestʲ/ „aufessen“
- объём /obˈjom/ „Umfang“
- съёмка /ˈsjomka/ „Aufnahme“
- подъюбник /podˈjubnʲik/ „Unterrock“
- разъяснить /razjasˈnʲitʲ/ „aufklären“

Das „weiche Zeichen“ (мягкий знак, früher: ерь) ь bedeutet, dass der vorhergehende Konsonant „weich“, d. h. palatalisiert, ausgesprochen wird:
- уголь /ˈugolʲ/ „Kohle“
- сколько /ˈskolʲko/ „wie viel“
- пьяница /ˈpʲjanʲiʦa/ „Säufer“

Außerdem wird das weiche Zeichen am Wortende in femininen Substantiven nach den Konsonanten ж, ш, щ und ч geschrieben. In diesem Fall hat es nur grammatische Funktion:
- рожь /roʒ/ „Roggen“
- речь /rʲeʧʲ/ „Rede“
- мышь /miʃ/ „Maus“
- вещь /vʲeʃʲʃʲ/ „Sache“

### „Unregelmäßige Aussprache“
Bei einigen Wörtern und Morphemen weicht die Rechtschreibung von der Aussprache ab, z. B. die Genitivendung -/ovo/ bzw. -/ʲevo/, die -ого ‹-ogo› bzw. -его ‹-ego› geschrieben wird, auch erstarrt in сегoдня /seˈvodnʲa/ „heute“ (< „dieses Tages“). Weitere Beispiele:
- солнце ‹solnce› /ˈsonʦe/ [ˈsɔˑnʦə] „Sonne“
- пожалуйста ‹požalujsta› /poˈʒalsta/ [pɐˈʒaˑɫsta] „bitte“
- легко ‹legko› /lʲexˈko/ [lʲɪxˈkɔˑ] „leicht“
- мягкий ‹mâgkij› /ˈmʲaxkʲij/ [ˈmʲæˑxʲkʲɪj] „weich“
- бог ‹bog› /box/ [bɔˑx] „Gott“